# Further and Higher Education Act 1992
Further and Higher Education Act 1992 var en parlamentsakt i Storbritannien  som påverkade den vidare utbildningen och den högre utbildningen i England och Wales. Bland annat omvandlades 35 polytekniska högskolor till universitet.

### Fotnoter
1. ↑  Hans Högman. och Storbritannien ”Den svenska skolans historia#Storbritannien”. Hasses hemsida. http://www.hhogman.se/skolhistoria.htm#USA och Storbritannien. Läst 6 september 2014.